# Micrasterias fimbriata
Micrasterias fimbriata là một loài Song tinh tảo trong họ Desmidiaceae, thuộc chi Micrasterias.